# Sanningens svärd
Sanningens svärd (engelska: The Sword of Truth) är en fantasybokserie skriven av Terry Goodkind. I Sverige gavs den första delen av serien ut av förlaget B. Wahlströms, från och med del 17, Skapelsens pelare, av Damm förlag. Varje engelsk del klyvs i två eller tre svenska böcker. De 25 utgivna svenska böckerna motsvarar de åtta första originalböckerna. Den har översatts på fler än 20 språk.

## Böcker
Böckerna är grupperade efter de engelska titlarna och sorterade i kronologisk ordning.
| Originalen                                      | Originalen | Svensk översättning       | Svensk översättning |
| Titel                                           | År         | Titel                     | År                  |
| ----------------------------------------------- | ---------- | ------------------------- | ------------------- |
| The First Confessor: The Legend of Magda Searus | 2012       | -                         | -                   |
| Debt of Bones*                                  | 2001       | -                         | -                   |
|                                                 |            |                           |                     |
| Wizard's First Rule                             | 1995       | Sökaren                   | 1999                |
| Wizard's First Rule                             | 1995       | Trollkarlens första regel | 2000                |
| Stone of Tears                                  | 1996       | Tårarnas sten             | 2000                |
| Stone of Tears                                  | 1996       | Färden från lerfolket     | 2001                |
| Stone of Tears                                  | 1996       | Profeternas palats        | 2002                |
| Blood of the Fold                               | 1997       | Blodets församling        | 2002                |
| Blood of the Fold                               | 1997       | Trollkarlens fästning     | 2003                |
| Temple of the Winds                             | 1998       | Drömvandrarens hämnd      | 2003                |
| Temple of the Winds                             | 1998       | Vindarnas tempel          | 2004                |
| Temple of the Winds                             | 1998       | Månens budskap            | 2004                |
| Soul of the Fire                                | 1999       | De tre klangerna          | 2004                |
| Soul of the Fire                                | 1999       | Eldens själ               | 2005                |
| Soul of the Fire                                | 1999       | Det stulna svärdet        | 2006                |
| Faith of the fallen                             | 2001       | De fallnas tro            | 2006                |
| Faith of the fallen                             | 2001       | Palatset i Altur'Rang     | 2007                |
| The Pillars of Creation                         | 2001       | Hål i världen             | 2007                |
| The Pillars of Creation                         | 2001       | Skapelsens pelare         | 2008                |
| Naked Empire                                    | 2003       | De värnlösa               | 2009                |
| Naked Empire                                    | 2003       | Statyns hemlighet         | 2009                |
| Chainfire                                       | 2005       | I Kahlans spår            | 2010                |
| Chainfire                                       | 2005       | Utraderingen              | 2010                |
| Phantom                                         | 2006       | Skepnaden                 | 2011                |
| Phantom                                         | 2006       | I det fördolda            | 2011                |
| Confessor                                       | 2007       | Bekännarna                | 2012                |
| Confessor                                       | 2007       | Midlands sista strid      | 2012                |
|                                                 |            |                           |                     |
| The Omen Machine                                | 2011       | -                         | -                   |
| The Third Kingdom                               | 2013       | -                         | -                   |
| Severed Souls                                   | 2014       | -                         | -                   |
| Warheart                                        | 2015       | -                         | -                   |

## Rollfigurer
- Rickard Rahl/Skiffer (engelska: Richard Rahl/Cypher) är seriens huvudperson. Han är Mörken Rahls son och sonson till Panis Rahl. Till skillnad från TV-serien där han istället är broder till Mörken Rahl och son till Panis Rahl.
- Kahlan Amnell är Biktmodern, den högsta rangen bland Bekännarna. Rickard och Kahlans kärlek till varann är lika passionerad som den blir problemfylld.
- Zeddicus "Zedd" Zu'l Zorander är morfar till Rickard och är en trollkarl av första graden.
- Nathan Rahl är Rickards farfars farfars (...) far i rakt nedstigande led ca 1000 år tillbaka i tiden. Nathan är profet och har tillbringat större delen av sitt liv i Profeternas palats där åldrandet går långsammare.
- Annalina "Ann" Aldurren är Prelat i Profeternas palats. Nära vän till Nathan.
- Cara Mason är en Mord-Sith som är livvakt för Mäster Rahl. Är nära vän med Rickard längre fram i serien.
- Mörken Rahl (engelska: Darken Rahl) är den huvudsakliga motståndaren i bokseriens första delar. Han är son till Panis Rahl, en grym mörk trollkarl, dödad av Sökaren Rickard Skiffer, mer känd som Rickard Rahl. Mörken Rahl är under de första delarna i bokserien härskare över landet D'Hara.
- Kejsare Jagang är en drömvandrare och är Rickards motståndare i del 6, Blodets församling, och framåt i serien med sina ofantliga arméer.

## Målgrupp
Sanningens Svärd är främst skriven för en vuxen målgrupp. Det finns vissa delar i böckerna där saker som filosofin, ligger över vad som intresserar den yngre publiken, eller vissa brutala och våldsamma delar som beskrivs mycket detaljerat. Goodkind hävdar själv att han skrivit boken för den vuxna publiken, och inte barn och de som vill fly verkligheten.[källa behövs]
Filosofin som Goodkind enligt honom själv vill förmedla genom sina böcker är främst Ayn Rands objektivism.

## TV-serie
I juli 2006 gick man ut med på Goodkinds officiella webbplats att man i förhandlingar med Sam Raimi, regissören bakom bland annat The Evil Dead- och Spider-Man-filmerna, skulle göra en TV-serie baserat på böckerna. Den 29 januari 2008 bekräftades på Goodkinds officiella webbplats att inspelningarna på "Legend of the Seeker" - ungefär motsvarande de första två, tre böckerna i svenska översättningen på bokserien - skulle påbörjas maj 2008.
De första avsnitten sändes hösten 2008 och är producerade av American Broadcasting Company. Projektet var både tids- och resurskrävande, och Goodkind hade god kontakt med regissören under hela projektet.[källa behövs]